# Беловар
Беловар (на хърватски: Bjelovar) е град в Централна Хърватия, главен град на Беловарско-билогорската жупания. Беловар е с население от 40 276 жители (2011 г.) и над 91,25% от населението на града е съставено от хървати. Намира се на 90 м надморска височина.